# Linia kolejowa Rybnik Towarowy – KWK Marcel
Linia kolejowa Rybnik Towarowy – KWK Marcel – przemysłowa linia kolejowa zarządzana przez spółkę Infra Silesia. Linia kolejowa jest poprowadzona od stacji Rybnik Towarowy do stacji Radlin Marcel w Radlinie. Linia częściowo jest zelektryfikowana.
Na stacji towarowej Radlin Marcel łączy się z linią przemysłową prowadzącą z KWK Marcel do Wodzisławia Śląskiego.

## Przewozy towarowe
Głównym towarem, przewożonym tą linią jest węgiel kamienny z kopalni Marcel oraz koks i produkty koksochemiczne z Koksowni Radlin.
Lina ta razem z linią kolejową nr 214 umożliwia również alternatywny przejazd pomiędzy Rybnikiem Towarowym, a Wodzisławiem Śląskim z pominięciem LK158.